# Nazionale femminile di pallamano dei Paesi Bassi
La nazionale di pallamano femminile dei Paesi Bassi rappresenta i Paesi Bassi nelle competizioni internazionali e la sua attività è gestita dalla Federazione di pallamano dei Paesi Bassi (NHV). Nella sua storia ha partecipato a un'edizione dei giochi olimpici (nel 2016), e ha vinto un'edizione del campionato mondiale nel 2019, ha ottenuto un secondo posto al campionato europeo nel 2016.

## Palmarès

### Mondiali
- (2019)
- (2015)
- (2017)

### Europei
- (2016)
- (2018)

## Partecipazioni ai tornei internazionali
- dal 1976 al 2012: non qualificata
- 2016: 4º posto
- 2020: 5º posto
- 2024: 5º posto

- dal 1957 al 1965: non qualificata
- 1971: 8º posto
- 1973: 12º posto
- 1975: non qualificata
- 1978: 9º posto
- 1982: non qualificata
- 1986: 10º posto
- dal 1990 al 1997: non qualificata
- 1999: 10º posto
- 2001: 16º posto
- 2003: non qualificata
- 2005: 5º posto
- 2007: non qualificata
- 2009: non qualificata
- 2011: 15º posto
- 2013: 13º posto
- 2015:  2º posto
- 2017:  3º posto
- 2019:  Campione
- 2021: 9º posto
- 2023: 6º posto

- 1994: non qualificata
- 1996: non qualificata
- 1998: 10º posto
- 2000: non qualificata
- 2002: 14º posto
- 2004: non qualificata
- 2006: 15º posto
- 2008: non qualificata
- 2010: 8º posto
- 2012: ritirata
- 2014: 7º posto
- 2016:  2º posto
- 2018:  3º posto
- 2020: 6º posto
- 2022: 5º posto